# Meridijan
Meridijan ili podnevnik – u zemljopisu odnosno fizičkoj geografiji – naziv je za liniju koja spaja zemljine zemljopisne polove te je okomita na paralele ili usporednice. To je crta koja spaja sve točke na Zemlji na kojima je Sunce tijekom svog prividnog kretanja u istom trenutku nalazi na najvišoj točki obzora, u zenitu. Sva mjesta koja imaju istu vrijednost zemljopisne dužine nalaze se na istom meridijanu. 
Ponekad se, pogrešno, naziv meridijan primjenjuje na crtu punog opsega Zemlje.
Riječ meridijan izvedena je iz latinskog circulus meridianus, što znači "podnevni krug".
Svi meridijani su (ako se promatra Zemlju kao kuglu ili, točnije, kao rotirajući elipsoid) jednako dugački, jer je udaljenost između polova tijela koje rotira uvijek konstantna. To znači da je, za razliku od paralela (usporednica), dužina meridijana, kao i ukupni opseg Zemlje, uvijek konstantna. Prema elipsoidu WGS84 utvrđena dužina meridijana je oko 20.003,9 km.
Krećući od pola, razmak između meridijana raste dok na kraju na ekvatoru udaljenost dosiže maksimum (1' = 1855,32 m), da bi se ponovno svi meridijani susreli na polovima u jednoj točki. Prema Besselovom elipsoidu razmak na ekvatoru je 111,307 km, a na 50° zemljopisne širine (gdje je Srednja Europa), razmak je 71,687 km. Najčešća je podjela zemljovida i globusa po svakom desetom ili dvadesetom meridijanu.
Godine 1884. dogovoreno je da početni meridijan prolazi kroz londonsku zvjezdarnicu Greenwich.
Određeni meridijani predstavljaju granice vremenskih zona na koje je Zemlja podijeljena. Jedan puni okret Zemlje za 360° traje jedan dan, odnosno 1.440 minuta. Prema tome, vremenski razmak između dva meridijana (na međusobnoj udaljenosti od 1°) iznosi točno 4 minute (1.440 : 360). Vremenska razlika između dva mjesta čija je udaljenost 15° zemljopisne dužine je, prema tome, točno 1 sat = 60 minuta. 
Kako se vremenske zone ne određuju uvijek samo iz zemljopisnih nego i iz praktičnih i političkih razloga, zakonsko vrijeme u nekom mjestu može se manje ili više razlikovati od stvarnog mjesnog vremena. Utvrđene vremenske zone razlikuju se uglavnom za jedan, rijetko za pola sata. Posebna situacija je na polovima, jer tu se sreću sve vremenske zone. Na polovima je moguće u par koraka proći kroz sve vremenske zone. Za Antarktiku je dogovoreno da svuda vrijedi koordinirano svjetsko vrijeme.